# Ferenc von Tompa

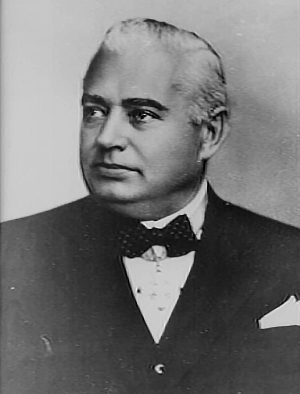
Ferenc von Tompa, auch Tompa Ferenc

Ferenc von Tompa,  auch Tompa Ferenc (* 6. Januar 1893 in Budapest; † 9. Februar 1945 ebenda) war ein ungarischer Prähistoriker. 
Nach einem Studium an der Universität Budapest war Tompa seit 1920 Direktor des Museums in Szombathely, von 1923 bis 1938 Kustos der Prähistorischen Sammlung des Ungarischen Nationalmuseums in Budapest. Von 1938 bis zu seinem Tode war er Professor für Vorgeschichte an der Universität Budapest. Tompas Forschungsgebiet war die Jungsteinzeit und die Bronzezeit in Ungarn, die Grundlagen ihrer Chronologie und ihre Periodisierung gehen auf ihn zurück. 1926 bis 1928 grub er in Nagyrév, Komitat Szolnok, danach benannte er 1937 die frühbronzezeitliche Nagyrév-Kultur.
1935 wurde er Mitglied der Ungarischen Akademie der Wissenschaften und 1937 wurde er zum Mitglied der Deutschen Akademie der Naturforscher Leopoldina gewählt.